# Douglas Csima

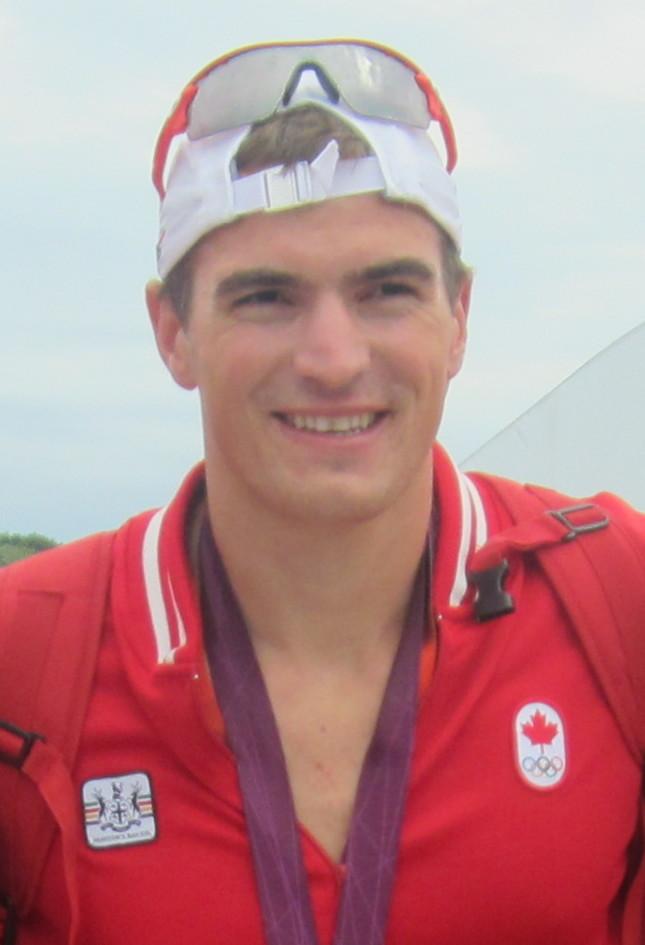
Douglas Csima 2012

Douglas Csima (* 28. November 1985 in Mississauga, Ontario) ist ein ehemaliger kanadischer Ruderer, der 2012 olympisches Silber im Achter gewann.

## Sportliche Karriere
Csima begann 2003 mit dem Rudersport. 2007 belegte er mit dem kanadischen Achter den siebten Platz bei den U23-Weltmeisterschaften. Seine erste internationale Medaille gewann er bei den Weltmeisterschaften 2009 in Posen, als er mit dem kanadischen Achter die Silbermedaille hinter dem Deutschland-Achter erkämpfte. Bei den Weltmeisterschaften 2010 belegte das Boot als Sieger des B-Finales den siebten Platz. Im Jahr darauf bei den Weltmeisterschaften 2011 in Bled ruderte die Crew des kanadischen Achters auf den dritten Platz hinter dem Deutschland-Achter und den Briten ruderte. 2012 stellte der kanadische Achter im Vorlauf des Ruder-Weltcups in Luzern mit 5:19,35 min eine Weltbestzeit auf, belegte im Finale aber nur den dritten Rang. Bei den Olympischen Spielen in London siegte der deutsche Achter vor den Kanadiern.
Csima ruderte für den Leander Boat Club in Hamilton, Ontario.